# Pegomya transcaspica
Pegomya transcaspica är en tvåvingeart som beskrevs av Willi Hennig 1973. Pegomya transcaspica ingår i släktet Pegomya och familjen blomsterflugor.
Artens utbredningsområde är Turkmenistan. Inga underarter finns listade i Catalogue of Life.